# Edificio Elefante
El Edificio elefante o Edificio Chang (en tailandés: ตึก ช้าง) es un rascacielos situado en la carretera Paholyothin y camino Ratchadaphisek en Bangkok, Tailandia. Se encuentra en el 369-438 Paholyothin Road, al norte de Bangkok en el distrito de negocios y el distrito de Chatuchak. 

## Descripción
El edificio es uno de los más famosos de Bangkok, ya que tiene las características de un elefante. Tiene 32 pisos y 102 metros de alto, fue terminada en 1997. 
El edificio consta de dos torres de oficinas y una residencial (las tres están conectadas en su zona superior por una larga estructura que sostiene varios pisos). Tiene además una zona comercial, zonas verdes y una piscina.